# DIN 72552
DIN 72552 – norma DIN opisująca niemal wszystkie styki elektryczne w samochodach za pomocą kodów numerowo-literowych.
Tablica poniżej przedstawia najczęściej używane kody.
| Styk                           | Opis                                                                              |
| Układ zapłonowy                | Układ zapłonowy                                                                   |
| ------------------------------ | --------------------------------------------------------------------------------- |
| 1                              | cewka, rozdzielacz, niskie napięcie                                               |
| 1a, 1b                         | rozdzielacz z dwoma osobnymi obwodami                                             |
| 2                              | przerywacz zapłonu                                                                |
| 4                              | cewka, rozdzielacz, wysokie napięcie                                              |
| 4a, 4b                         | rozdzielacz z dwoma osobnymi obwodami, wysokie napięcie                           |
| 7                              | zacisk przewodu oporowego zapłonu, do rozdzielacza zapłonu                        |
| 15                             | zasilanie plusem po włączeniu stacyjki                                            |
| 15a                            | z przewodu oporowego do cewki zapłonowej i rozrusznika                            |
| Podgrzewanie wstępne (diesel)) |                                                                                   |
| 15                             | wejście podgrzewania                                                              |
| 17                             | start                                                                             |
| 19                             | świeca żarowa                                                                     |
| Rozrusznik                     |                                                                                   |
| 50                             | włącznik rozrusznika                                                              |
| Akumulator                     |                                                                                   |
| 15                             | zasilanie plusem z akumulatora po włączeniu stacyjki                              |
| 30                             | zasilanie plusem bezpośrednio z akumulatora                                       |
| 30a                            | zasilanie plusem bezpośrednio z drugiego akumulatora przez przekaźnik 12/24 V     |
| 31                             | minus akumulatora lub masa                                                        |
| 31a                            | minus akumulatora bezpośrednio lub masa przez przekaźnik 12/24 V                  |
| 31b                            | minus akumulatora lub masa przez przełącznik                                      |
| 31c                            | minus akumulatora przez przekaźnik 12/24 V                                        |
| Silnik elektryczny             |                                                                                   |
| 32                             | minus                                                                             |
| 33                             | zacisk główny (można zamieniać ze sobą podłączenia 32 i 33)                       |
| 33a                            | ogranicznik                                                                       |
| 33b                            | cewka stojana                                                                     |
| 33f                            | 2 bieg obrotów                                                                    |
| 33g                            | 3 bieg obrotów                                                                    |
| 33h                            | 4 bieg obrotów                                                                    |
| 33L                            | obroty w lewo                                                                     |
| 33R                            | obroty w prawo                                                                    |
| Kierunkowskazy                 |                                                                                   |
| 49                             | wejście kierunkowskazów                                                           |
| 49a                            | wyjście przerywacza, wejście kontrolki                                            |
| 49b                            | wyjście drugiego obwodu                                                           |
| 49c                            | wyjście trzeciego obwodu                                                          |
| C                              | kontrolka 1                                                                       |
| C2                             | kontrolka 2                                                                       |
| C3                             | kontrolka 3                                                                       |
| L                              | kierunkowskaz lewy                                                                |
| R                              | kierunkowskaz prawy                                                               |
| L54                            | wyjście na światła, lewa strona                                                   |
| R54                            | wyjście na światła, prawa strona                                                  |
| Alternator                     |                                                                                   |
| 51                             | prąd stały z wyjścia mostka prostowniczego                                        |
| 51e                            | jak 51, z cewką dławiącą                                                          |
| 59                             | wyjście prądu przemiennego, wejście do mostka prostowniczego, przełącznik świateł |
| 59a                            | ładowanie, wyjście z wirnika                                                      |
| 64                             | przewód steruący                                                                  |
| Prądnica, regulator napięcia   |                                                                                   |
| 61                             | kontrolka ładowania                                                               |
| B+                             | plus akumulatora                                                                  |
| B-                             | minus akumulatora                                                                 |
| D+                             | plus prądnicy                                                                     |
| D-                             | minus prądnicy                                                                    |
| DF                             | szczotka                                                                          |
| DF1                            | szczotka 1                                                                        |
| DF2                            | szczotka 2                                                                        |
| U, V, W                        | trzy fazy prądu przemiennego                                                      |
| Światła                        |                                                                                   |
| 54                             | stop                                                                              |
| 55                             | przeciwmgłowe                                                                     |
| 56                             | szperacz                                                                          |
| 56a                            | drogowe i kontrolka                                                               |
| 56b                            | mijania                                                                           |
| 56d                            | błyśnięcie                                                                        |
| 57                             | postojowe motocykla                                                               |
| 57a                            | postojowe                                                                         |
| 57L                            | postojowe lewe                                                                    |
| 57R                            | postojowe prawe                                                                   |
| 58                             | tablicy rejestracyjnej, tablicy wskaźników                                        |
| 58d                            | ściemniacz oświetlenie tablicy wskaźników                                         |
| Wycieraczki / spryskiwacze     |                                                                                   |
| 53                             | wejście plus silnika wycieraczek                                                  |
| 53a                            | plus położenia krańcowego                                                         |
| 53b                            | minus położenia krańcowego                                                        |
| 53c                            | pompka spryskiwacza                                                               |
| 53e                            | masa zatrzymania                                                                  |
| 53i                            | silnik wycieraczki ze stałym magnesem, trzecia szczotka do najszybszego biegu     |
| Sygnały dźwiękowe              |                                                                                   |
| 71                             | wejście klaksonu                                                                  |
| 71a                            | wyjście klaksonu, niskie                                                          |
| 71b                            | wyjście klaksonu, wysokie                                                         |
| 72                             | przełącznik świateł awaryjnych                                                    |
| 85c                            | włączenie dźwięku świateł awaryjnych                                              |
| Przełączniki                   |                                                                                   |
| 81                             | otwarcie                                                                          |
| 81a                            | pierwsze wyjście otwarcia                                                         |
| 81b                            | drugie wyjście otwarcia                                                           |
| 82                             | zamknięcie                                                                        |
| 82a                            | pierwsze wyjście zamknięcia                                                       |
| 82b                            | drugie wyjście zamknięcia                                                         |
| 82z                            | pierwsze wejście zamknięcia                                                       |
| 82y                            | drugie wejście zamknięcia                                                         |
| 83                             | wejście przełącznika wielopozycyjnego                                             |
| 83a                            | pierwsze wyjście przełącznika wielopozycyjnego                                    |
| 83b                            | drugie wyjście przełącznika wielopozycyjnego                                      |
| Przekaźniki                    |                                                                                   |
| 85                             | minus cewki                                                                       |
| 86                             | plus cewki                                                                        |
| Styki przekaźników             |                                                                                   |
| 87                             | styk wspólny                                                                      |
| 87a                            | styk normalnie zamknięty                                                          |
| 87b                            | styk normalnie otwarty                                                            |
| 88                             | drugi styk wspólny                                                                |
| 88a                            | drugi styk normalnie zamknięty                                                    |
| 88b                            | drugi styk normalnie otwarty                                                      |
| Dodatkowe                      |                                                                                   |
| 52                             | sygnał podłączenia przyczepy                                                      |
| 54g                            | zawory magnetyczne hamulców przyczepy                                             |
| 75                             | radio, zapalniczka                                                                |
| 77                             | zawory sterujące drzwiami pneumatycznymi                                          |